# Francesc Galí
Francesc d’Assís Galí i Fabra (* 1880 in Barcelona; † 1965 ebenda) war ein katalanischer Maler und Begründer einer privaten Kunstschule.

## Leben und Werk
Galí studierte an der Kunstakademie Escola de Belles Arts de Barcelona („La Llotja“) in Barcelona, wo er Schüler von Alexandre de Riquer i Ynglada (1856–1920) in der Technik des Radierens war. Galís Malerei ist dem Kunststil des Modernisme zuzurechnen, nachdem er die Phasen des Symbolismus und Realismus durchlaufen hatte. Neue Ideen aus der Kunstströmung des katalanischen Noucentisme führten ihn zu einer idealistischen Auffassung. 1906 gründete Galí daher seine Kunstschule Academia de Francesc Galí in Barcelona, die sich gegen die traditionelle akademische Lehre wandte. Sein Unterricht war progressiv, so wandte er sich keiner bestimmten Richtung der modernen Kunst zu, damit sich seine Schüler in individueller Weise entwickeln konnten. Unter ihnen waren unter anderem Joan Miró und Josep Llorens i Artigas. An der Ausrichtung der 20. Weltausstellung, der Exposició Internacional de Barcelona, im Jahr 1929, war er beteiligt. Während des Spanischen Bürgerkriegs wurde Galí Director General de Bellas Artes de la República. Im Jahr 1939 verließ er Spanien und ging nach London ins Exil.
Von seinem malerischen Werk seien die Fresken am Postgebäude in Barcelona genannt, die er 1928 schuf, und aus dem Jahr 1929 anlässlich der Weltausstellung die Fresken an der Kuppel des Nationalpalasts (heute das Museu Nacional d’Art de Catalunya). 1958 schuf Galí Gemälde für den „Sala del Quixot“ im Rathaus von Barcelona.

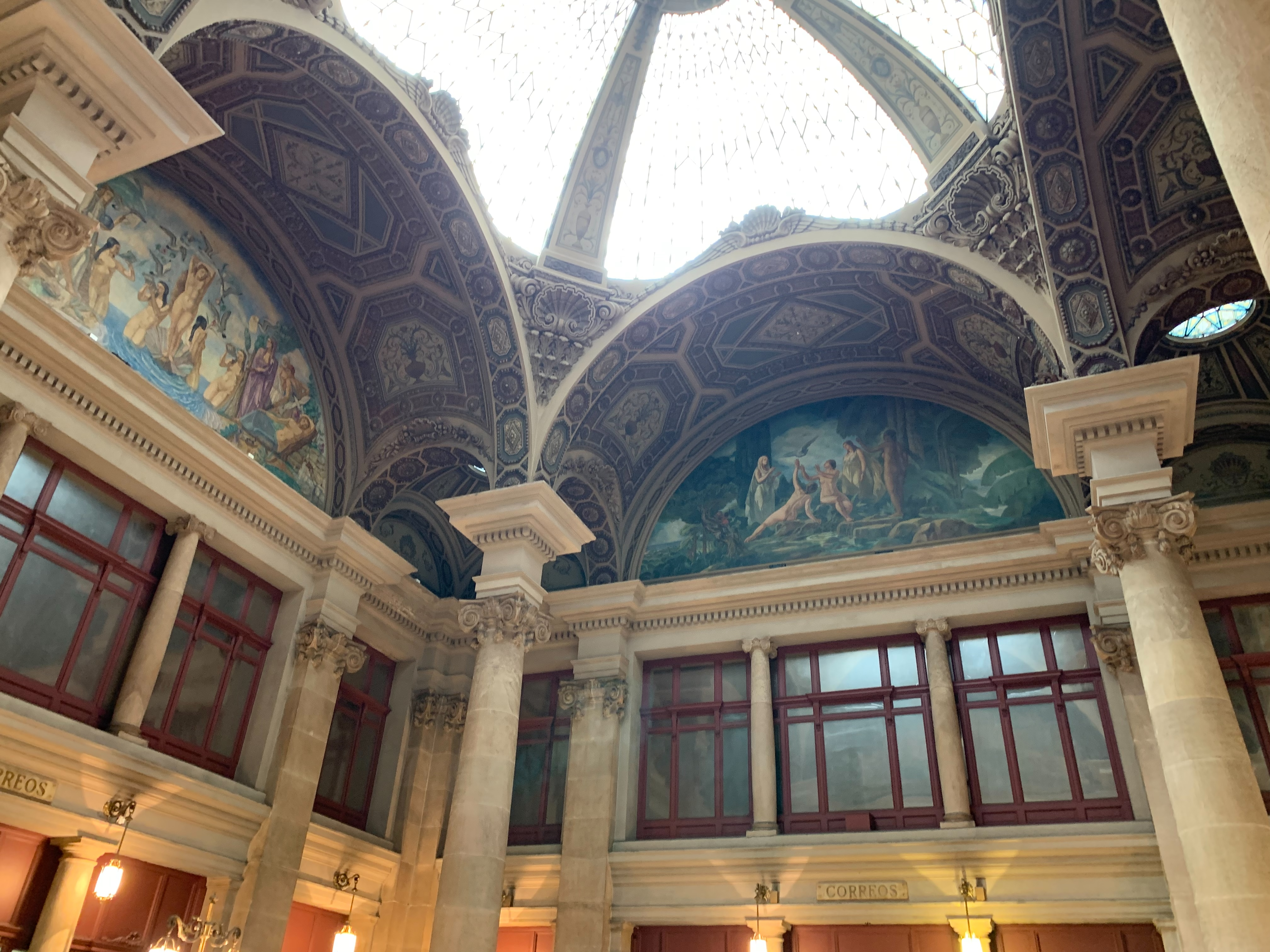
Fresken des Post- und Telegrafenamtes (Barcelona)
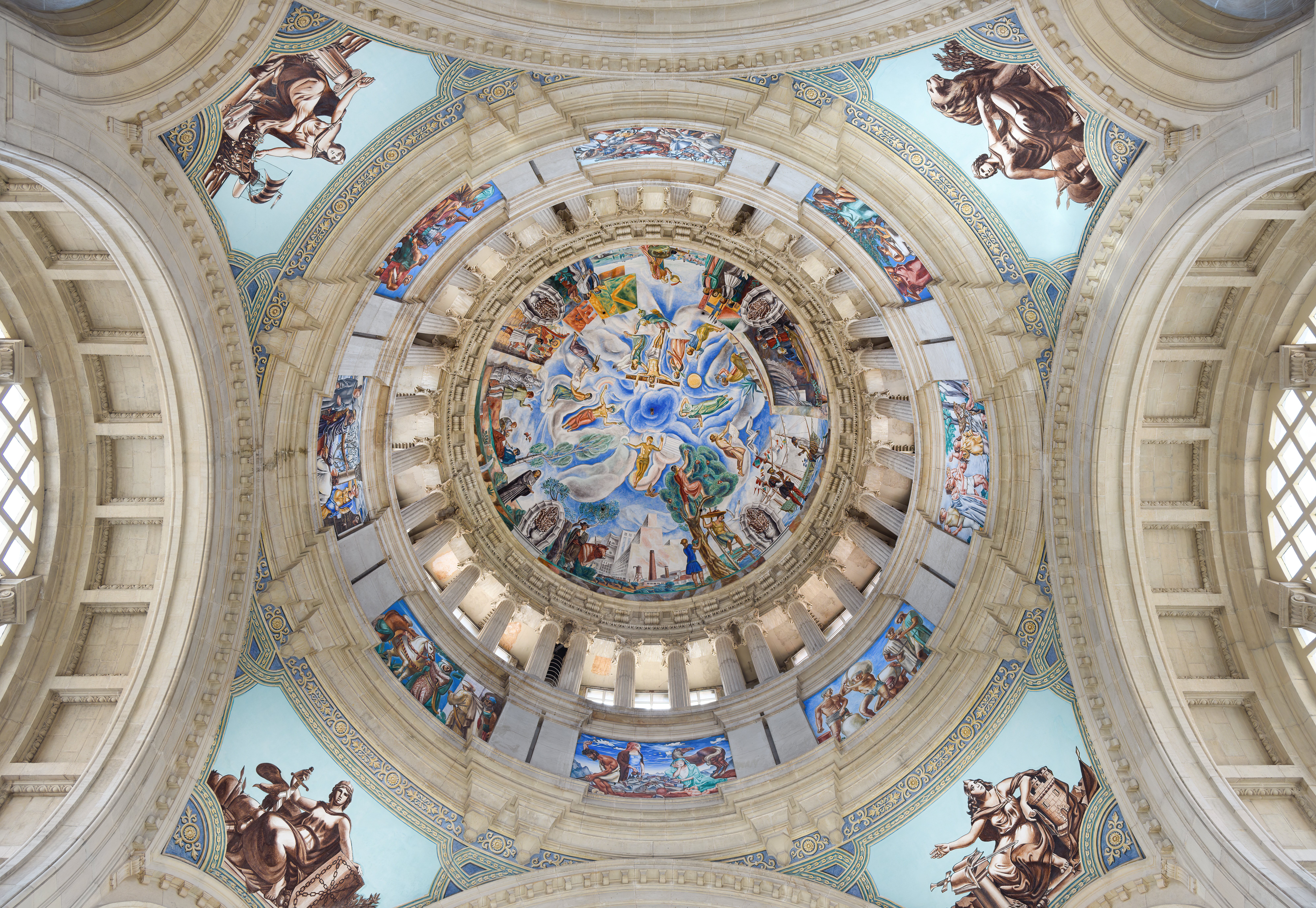
Nationalpalast von Montjuïc – Hauptkuppel
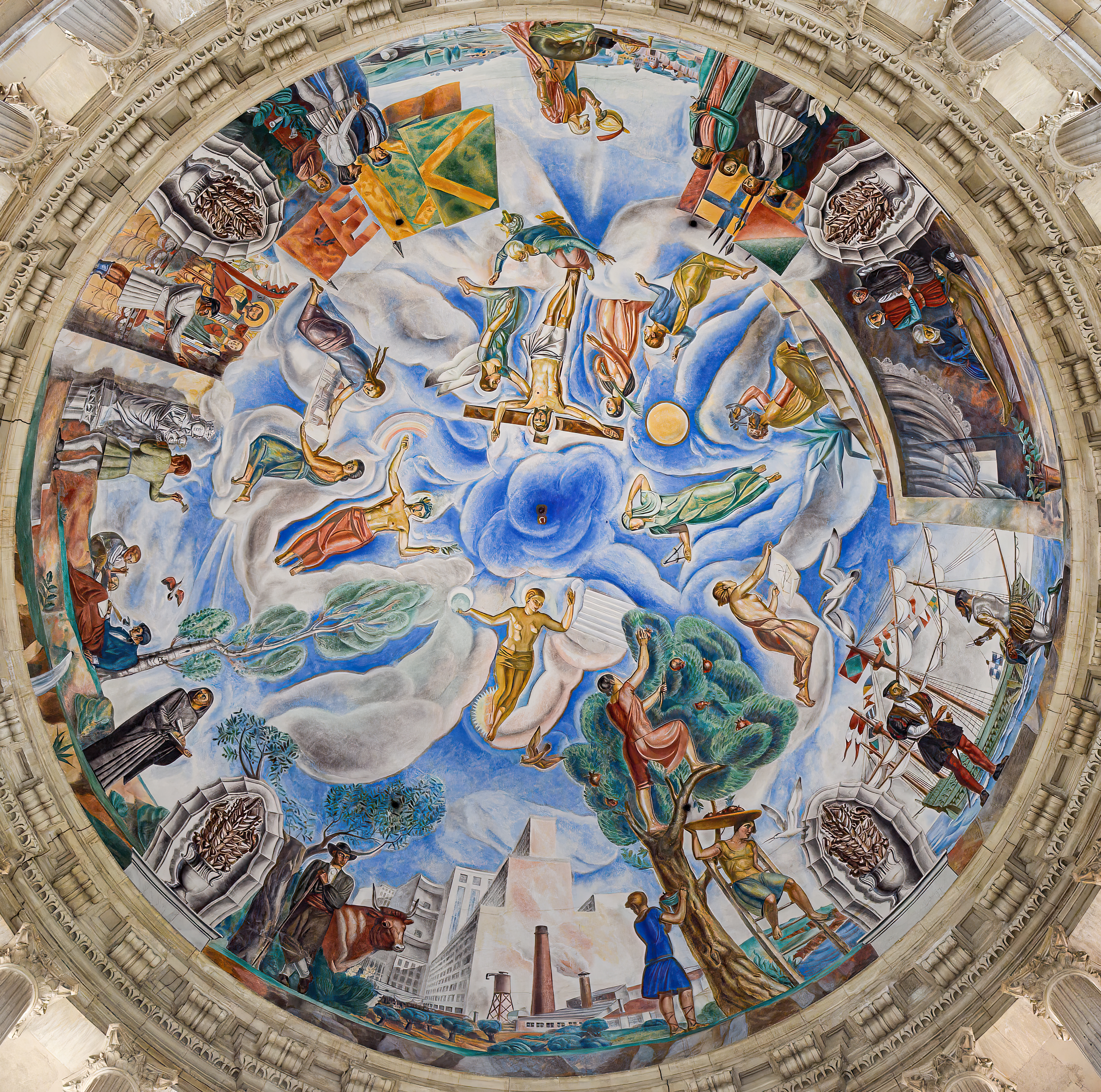
Nahaufnahme des Freskos von Francesc d’Assís Galí